# Коробов, Дмитрий Александрович
Дмитрий Александрович Коробов (10 июня 1994, Владикавказ) — российский футболист, полузащитник ульяновского клуба «Волга». Мастер спорта России.

## Карьера
Заниматься футболом начал в 6 лет. Первый тренер — Сандро Тиникашвили.
В апреле 2001 года в перерыве матча «Алания» — «Крылья Советов» жонглировал мяч 15 минут не останавливаясь. Через пару месяцев был приглашён в Москву, где в шестилетнем возрасте установил рекорд России по наибольшему времени чеканки футбольного мяча ногами с результатом 1 час 20 минут 00 секунд и был внесен в Книгу рекордов России. Количество: 8 204 набивания.
Обучался в СДЮШОР «Юность» Владикавказ, тренер Шалва Керашвили. В семь лет был приглашён на просмотр в академию ЦСКА, где его команда победила 5:1 — Коробов забил 4 гола и отдал голевую передачу. Родители посчитали, что он слишком мал, чтобы оставлять его одного. В 2005 году с командой «Транс» (Владикавказ) занял второе место на турнире «Кожаный мяч», был признан лучшим полузащитником и стал лучшим бомбардиром турнира, забив 14 мячей. В октябре 2007 года с «Юностью» стал победителем Кубка ЮФО среди 13-летних футболистов. В январе 2007 года «Юность» стала победителем международного турнира по футболу «Сочи-2014 детям», а Коробов был признан лучшим бомбардиром турнира.

### Карьера

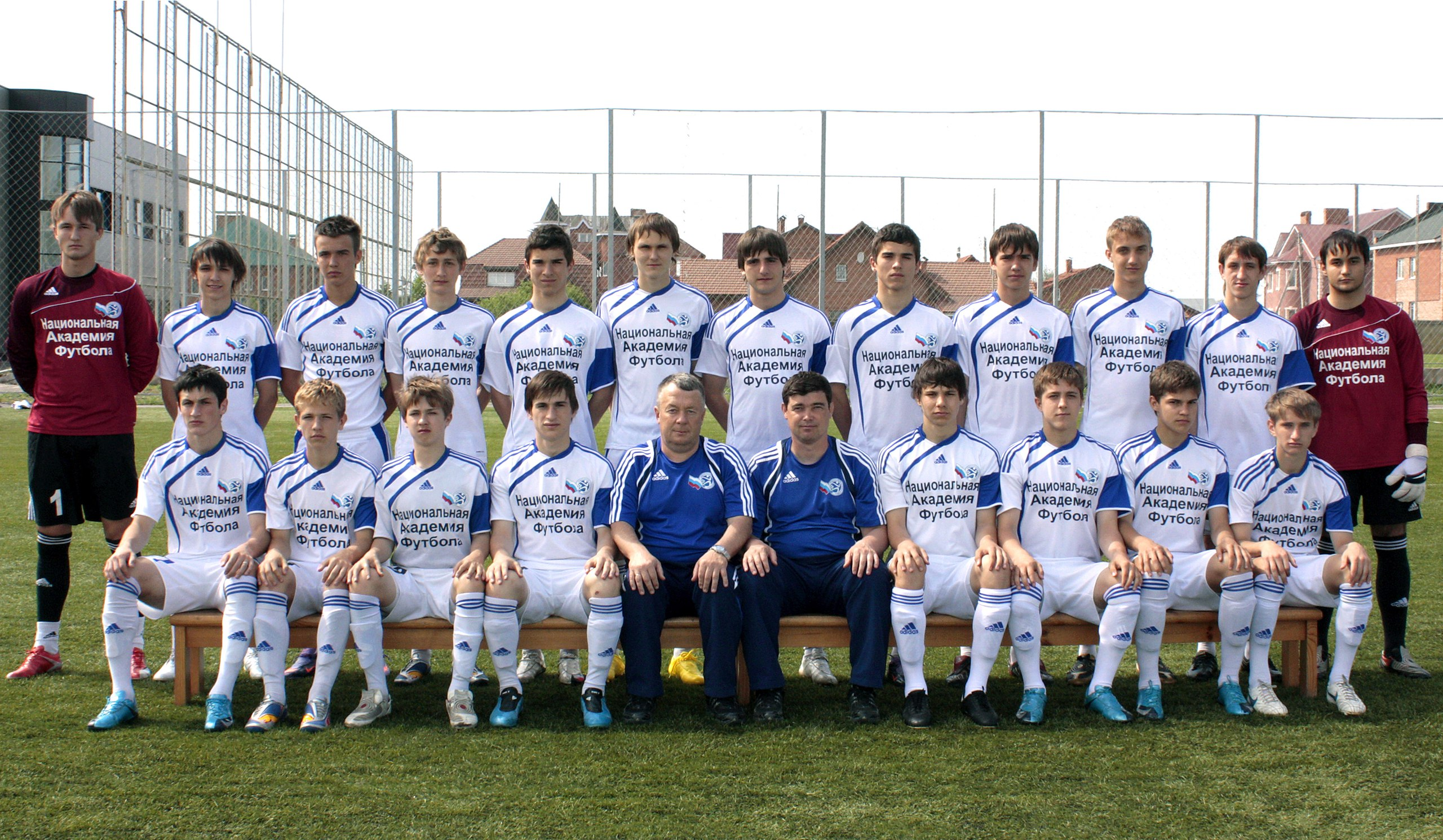
В составе Академии им. Коноплёва

В конце 2007 года получил приглашение в тольяттинскую Академию футбола имени Юрия Коноплева, куда перешёл в 2009 году в 14 лет. После её окончания в 2012 году дебютировал во втором дивизионе за команду «Академия» в матче против «Носты» 30 мая того же года.
16 июля 2013 года на правах свободного агента перешёл в «Сибирь» Новосибирск, где был переведён в молодёжную команду «Сибирь-2». Вызывался на сбор главной команды, но закрепиться в составе не смог. 17 февраля 2014 года принял участие в VI турнире «Кубок Иртыша», где «Сибирь-2» заняла первое место, а Коробов забил два гола. В сезоне ПФЛ 2013/14 стал лучшим бомбардиром команды (6 мячей).
В июле 2014 года на правах свободного агента перешёл в воронежский «Факел» из ПФЛ. В дебютном матче отметился голом и голевой передачей. В 2015 году команда заняла первое место и вышла в ФНЛ; в августе того же года Коробов был признан лучшим игроком месяца в ФНЛ. Вызывался в сборную ФНЛ, но из-за травмы не смог принять участие; вызывался в молодёжную сборную России.
В начале 2016 года заключил контракт с клубом Премьер-лиги «Урал». Свой переезд в Екатеринбург прокомментировал следующим образом:
«Приятно, что меня позвали в такую команду с традициями и хорошим настоящим. Хочется внести свой вклад в её успехи. Очень рад оказаться здесь! Мне все нравится. Ставлю перед собой задачу попасть в стартовый состав. Всегда стремлюсь к этому.»
 7 марта 2016 года дебютировал в Премьер-лиге в матче против московского «Динамо»: отыграл 89 минут и был признан лучшим игроком встречи. 5 ноября 2016 года забил свой первый гол за «Урал», поразив ворота «Крыльев Советов».
В августе 2017 года был арендован курским «Авангардом» до конца сезона. В дебютном матче за «Авангард» забил гол и вывел команду в следующий этап Кубка России. В сентябре и ноябре 2017 года был признан лучшим игроком месяца клуба. В ноябре 2017 года попал в пятёрку лучших игроков ФНЛ (4-е место).
В июле 2018 года подписал контракт с «Авангардом». В сентябре (2-е место) и ноябре (4-е место) 2019 года выбирался в пятёрку лучших игроков месяца ФНЛ. В январе 2020 года расторг контракт с курским «Авангардом» и вскоре подписал соглашение с «Факелом».
9 июля 2021 года на правах свободного агента перешёл в СКА (Ростов-на-Дону).

13 января 2023 года подписал контракт с новороссийским «Черноморцем».
«Ни для кого не секрет, какие амбиции у этой команды. Знаю, что ко мне был интерес и в других клубах, но те задачи и масштабы развития, которые ставятся перед «Черноморцем»… Я согласился, не раздумывая!»

### В сборной
4 января 2012 года был приглашён в сборную России (до 18 лет) на Мемориал Гранаткина, который проходил в Санкт-Петербурге. Дебютировал в матче с Литвой, выйдя на замену на 69-й минуте.
1 сентября 2016 года был вызван в молодёжную сборную России на отборочные игры чемпионата Европы-2017. Дебютировал в матче с Фарерскими островами, выйдя на замену на 80-й минуте.

## Достижения
«Академия»
- Победитель первенство России среди команд спортивных школ (игроки 1994 года рождения): 2011

«Факел»
- Победитель зоны «Центр» второго дивизиона: 2014/2015

«Урал»
- Финалист Кубка России: 2016/2017

«Авангард»
- Финалист Кубка России: 2017/2018
- Победитель Кубка ФНЛ: 2018/2019

«СКА Ростов-на-Дону»
- Серебряный призер Олимп-Первенства ФНЛ II 1 группы: 2021/2022

«Черноморец»
- Победитель Второй Лиги: группа 1 2022/2023

## Статистика
| Сезон            | Клуб             | Лига             | Чемпионат | Чемпионат | Кубок | Кубок | Еврокубки | Еврокубки | Прочие       | Прочие | Прочие | Итого | Итого |
| Сезон            | Клуб             | Лига             | Игры      | Голы      | Игры  | Голы  | Игры      | Голы      | Турнир       | Игры   | Голы   | Игры  | Голы  |
| ---------------- | ---------------- | ---------------- | --------- | --------- | ----- | ----- | --------- | --------- | ------------ | ------ | ------ | ----- | ----- |
| 2011/2012        | Академия         | Второй дивизион  | 2         | 0         | —     | —     | —         | —         | U-18         | 2      | 0      | 4     | 0     |
| 2012/2013        | Академия         | Второй дивизион  | 15        | 0         | 1     | 0     | —         | —         | —            | —      | —      | 16    | 0     |
| 2013/2014        | Сибирь-2         | ПФЛ-Восток       | 24        | 6         | 1     | 0     | —         | —         | Кубок Иртыша | 4      | 2      | 29    | 8     |
| 2014/2015        | Факел            | ПФЛ-Центр        | 25        | 2         | 1     | 0     | —         | —         | —            | —      | —      | 26    | 2     |
| 2015/2016        | Факел            | ФНЛ              | 18        | 1         | 1     | 0     | —         | —         | —            | —      | —      | 19    | 1     |
| 2015/2016        | Урал             | Премьер-лига     | 11        | 0         | —     | —     | —         | —         | U-21         | 1      | 0      | 12    | 0     |
| 2016/2017        | Урал             | Премьер-лига     | 17        | 1         | 2     | 0     | —         | —         | Кубок ФНЛ    | 5      | 0      | 24    | 1     |
| 2017/2018        | Авангард         | ФНЛ              | 25        | 4         | 6     | 2     | —         | —         | —            | —      | —      | 31    | 6     |
| 2018/2019        | Авангард         | ФНЛ              | 25        | 1         | 1     | 0     | —         | —         | Кубок ФНЛ    | 5      | 0      | 31    | 1     |
| 2019/2020        | Авангард         | ФНЛ              | 11        | 1         | —     | —     | —         | —         | —            | —      | —      | 11    | 1     |
| 2019/2020        | Факел            | ФНЛ              | 2         | 0         | —     | —     | —         | —         | Кубок ФНЛ    | 3      | 0      | 5     | 0     |
| 2020/2021        | Факел            | ФНЛ              | 15        | 0         | 1     | 0     | —         | —         | —            | —      | —      | 16    | 0     |
| 2021/2022        | СКА              | ФНЛ-2            | 25        | 7         | 1     | 0     | —         | —         | —            | —      | —      | 26    | 7     |
| 2022/2023        | СКА              | ФНЛ-2            | 15        | 1         | 2     | 0     |           | —         | —            | —      | —      | 17    | 1     |
| 2022/2023        | Черноморец       | ФНЛ-2            | 11        | 1         | —     | —     | —         | —         | —            | —      | —      | 11    | 1     |
| 2023/2024        | Черноморец       | ФНЛ              | 17        | 2         | 1     | —     | —         | —         |              |        |        | 18    | 2     |
| 2024/2025        | Волга            | Вторая лига      | 7         | 1         | —     | —     | —         | —         |              | —      | —      | 7     | 1     |
| Всего за карьеру | Всего за карьеру | Всего за карьеру | 265       | 28        | 18    | 2     | 0         | 0         |              | 20     | 2      | 296   | 31    |